# Lutrochus
Lutrochus (лат.) — род насекомых из отряда жесткокрылых, единственный в составе семейства Lutrochidae. Включаючает 15 видов.

## Описание
Жуки имеют овальную форму тела, короткие усики. Длиной 2—6 мм. Имеют желтоватый окрас. Личинки размером 4-10 мм с короткими и плохо развитыми ногами.

## Экология
Экологические особенности известны у Lutrochus germari. Личинки этого вида развиваются гниющей древесине погруженой в воду. Имаго постоянно находятся в толще воды, дышат воздухом находящемся в пузырьке газа, который удерживается многочисленными волосками, которын покрывают почти все тело.

## Распространение
Все жуки семейства распространены исключительно в Новом Свете. В ископаемом состоянии семейство известно с олигоцена.

## Систематика
Род Lutrochus рассматривался в составе прицепышей и лжепилюльщикиов, но затем был отнесен к отдельному семейству.